# Mariënberg vasútállomás
Mariënberg vasútállomás vasútállomás Hollandiában, Hardenberg városában.

## Vasútvonalak
Az állomást az alábbi vasútvonalak érintik:
- Zwolle–Stadskanaal-vasútvonal
- Mariënberg–Almelo-vasútvonal

## Kapcsolódó állomások
A vasútállomáshoz az alábbi állomások vannak a legközelebb:
- Hardenberg vasútállomás (Emmen vasútállomás, Zwolle–Stadskanaal-vasútvonal)
- Ommen vasútállomás (Zwolle vasútállomás, Zwolle–Stadskanaal-vasútvonal)
- Geerdijk vasútállomás (Almelo vasútállomás, Mariënberg–Almelo-vasútvonal)